# Alejandro Franco
Pour les articles homonymes, voir Franco (homonymie).
Franco  González est un nom espagnol. Le premier nom de famille, en général paternel, est Franco ; le second, en général maternel, souvent omis, est González.
Alejandro Franco González, né le 26 septembre 2001, est un coureur cycliste espagnol. Il est membre de l'équipe Burgos BH.

## Biographie
Formé au Velo Club Ribera del Duero, Alejandro Franco intègre la réserve de l'équipe professionnelle Caja Rural-Seguros RGA en 2020,.
En 2022, il décide de rejoindre le club Gomur-Cantabria Infinita. Au printemps, il se révèle en obtenant six victoires chez les amateurs, grâce à ses qualités de grimpeur. Ses performances lui permettent de signer un premier contrat professionnel de deux ans avec l'équipe Burgos BH. Dans le même temps, il est sélectionné en équipe nationale pour disputer la Course de la Paix espoirs, où il se classe deuxième de l'étape reine et cinquième du classement général.

## Palmarès
- 2021
  - 3e de la Ronde du Maestrazgo
- 2022
  - Mémorial Aitor Bugallo
  - Santikutz Klasika
  - 1re étape du Tour de la Bidassoa
  - Grand Prix de la ville de Vigo
  - Subida a Urraki
  - 2e étape du Tour de la Bidassoa
  - 3e du Tour de Madrid Espoirs